# The Celtic Tenors
The Celtic Tenors es un grupo musical irlandés que inició su carrera bajo el nombre de "Three Irish Tenors" en 1995. El grupo consistía en ese entonces de James Nelson, Niall Morris y Paul Hennessey. Su música puede ser definida como una mezcla entre ritmos celtas y música tradicional. The Celtic Tenors han realizado extensas giras principalmente en los Estados Unidos, Canadá, Alemania y Holanda. Ha compartido escenario con destacadas orquestas como The Toronto Symphony, the Cincinnati Pops y the Vancouver Symphony orchestra.
En el año 2000, Matthew "Gilly" Gilsenan reemplazó a Paul Henessey. Ese mismo año el grupo logró un contrato con EMI Records. En 2006, Niall Morris dejó el grupo y Daryl Simpson fue su reemplazo.